# Pedicularis axillaris
Pedicularis axillaris är en snyltrotsväxtart. Pedicularis axillaris ingår i släktet spiror, och familjen snyltrotsväxter.

## Underarter
Arten delas in i följande underarter:
- P. a. axillaris
- P. a. balfouriana